# 金成バイパス
金成バイパス（かんなりバイパス）は、宮城県栗原市を通る国道4号のバイパス道路。

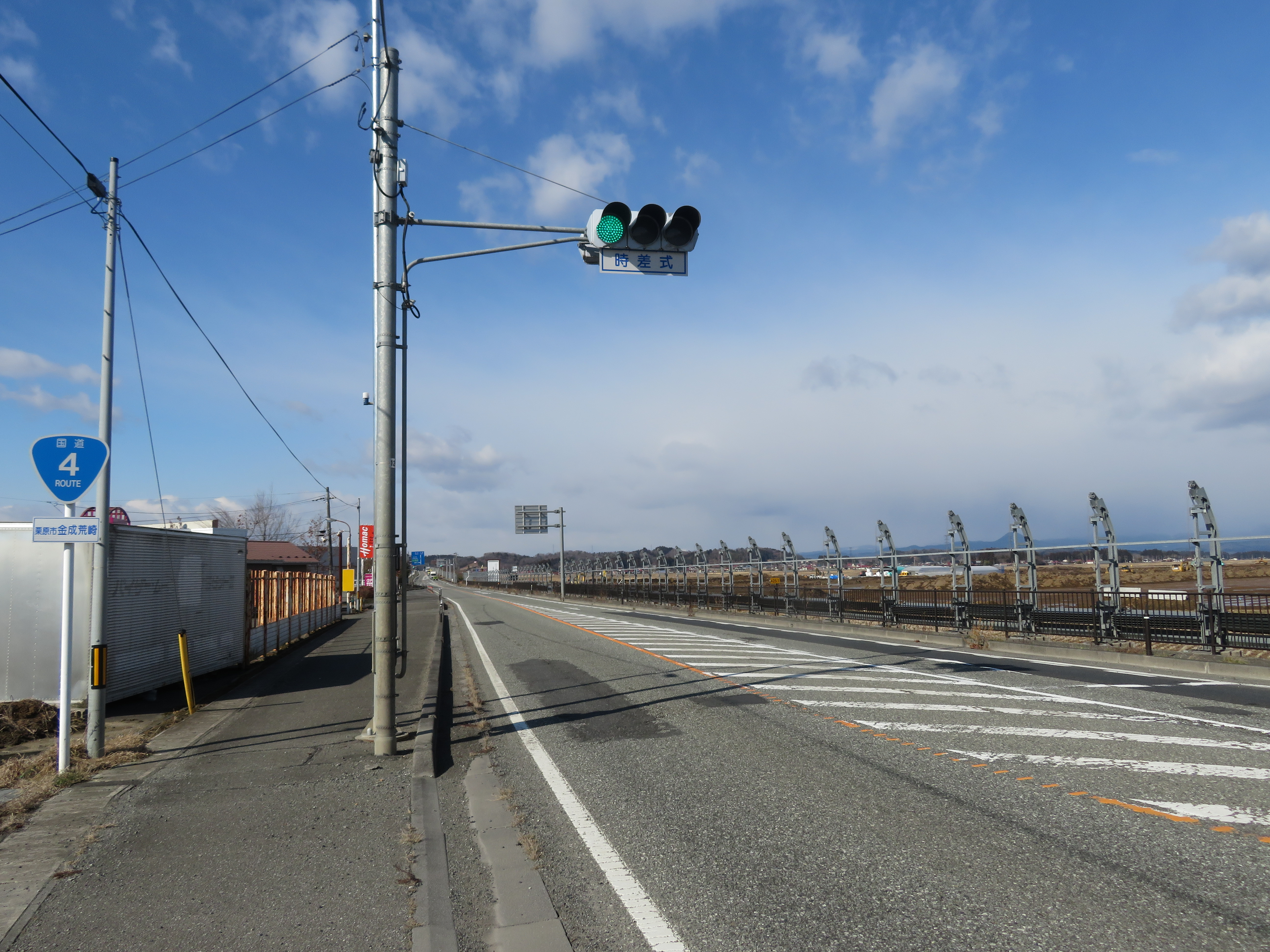
宮城県栗原市金成荒崎付近

栗原市・旧金成町域中心部における幅員狭小箇所・踏切を避けるために建設された片側1車線の道路。かつてのくりはら田園鉄道跡と立体交差している（旧道の踏切は廃止）。

## 路線データ
- 起点：栗原市金成沢辺字西大寺（旧栗原市立沢辺小学校前）
- 終点：栗原市金成稲荷前

## 地理

### 交差する道路
- 宮城県道181号大鳥沢辺線（栗原市金成沢辺字達田）
- 宮城県道4号中田栗駒線・栗駒方面（栗原市金成沢辺字神林）
  - 宮城県道4号中田栗駒線・若柳金成インター方面（栗原市金成津久毛小迫）
- 宮城県道186号油島栗駒線（栗原市金成翁留）

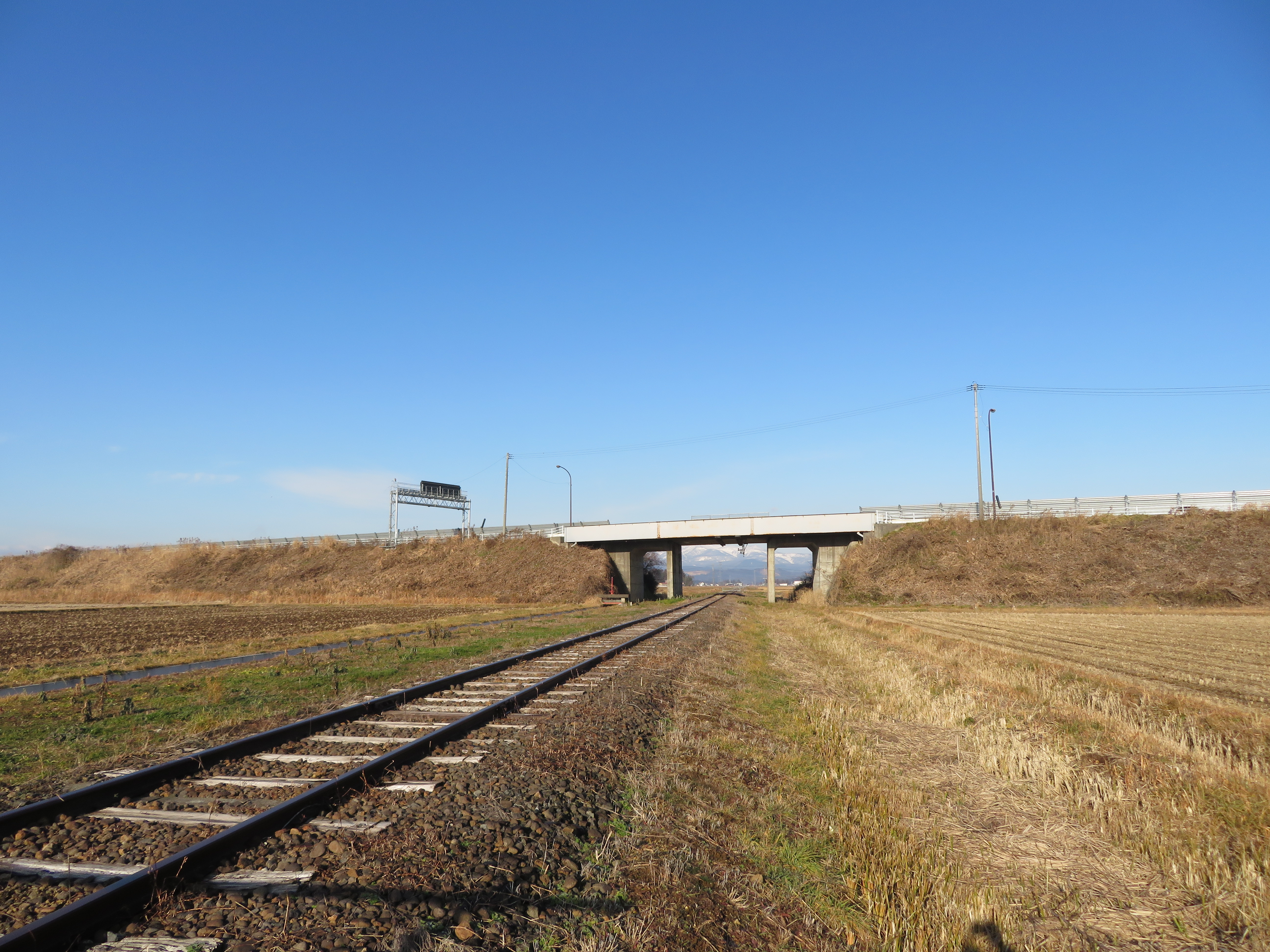
金成バイパスとくりはら田園鉄道線跡との交差部付近